# パット・マイン

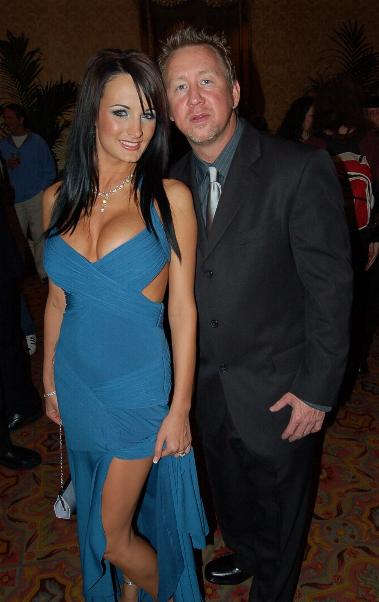
パット・マイン（右）、アレクトラ・ブルー（左）

パット・マイン（Pat Myne、1966年9月12日 - ）は、アメリカ合衆国の映画監督、俳優。カリフォルニア州ロサンゼルス出身。